# Phebellia vicina
Phebellia vicina là một loài ruồi trong họ Tachinidae.